# Ganbare Dōki-chan
Ganbare Dōki-chan (がんばれ同期ちゃん, auf Deutsch etwa „Gib dein Bestes, Dōki-chan“) ist der Titel einer Kollektion von Illustrationen von Yomu, die seit September 2019 auf seinem Twitter-Profil veröffentlicht werden.
Diese wurden als selbstverlegter Web-Manga (Dōjinshi) veröffentlicht. Im Jahr 2021 wurde eine Original Net Animation produziert, welche seit September gleichen Jahres auf Abema in Japan und Crunchyroll auf internationaler Ebene gezeigt wird.

## Handlung
Die Serie folgt der Büroangestellten Dōki-chan, die zusammen mit Dōki-kun arbeitet. Dōki-chan ist heimlich in ihren Mitarbeiter verliebt und hat Probleme ihre Gefühle auszudrücken. Dies versuchen ihre Rivalinnen Kōhai-chan und Senpai-san für sich auszunutzen, um Dōki-kuns Aufmerksamkeit zu erlangen.

## Charaktere
Dōki-chan (同期ちゃん)
Eine Büroangestellte, die in einem Unternehmen in Tokio arbeitet, ihre Arbeit ernst nimmt und vielversprechende Aussichten in ihrem Unternehmen hat. Allerdings ist sie im Bezug auf zwischenmenschliche Beziehungen und Romantik unerfahren, weswegen sie sich unsicher ist, wie sie dem Mann, für den sie Gefühle hegt, entgegentreten soll.
Kōhai-chan (後輩ちゃん)
Ein junges Mädchen, welche als neueste Angestellte in dem Unternehmen arbeitet. Sie besitzt einen sanftmütigen Charakter und zeigt stets ein Lächeln. Sie hat etwas Männeranziehendes an sich und viele männliche Kollegen versuchen, ihre Aufmerksamkeit zu gewinnen.
Senpai-san (先輩さん)
Eine Frau, die am selben College wie Dōki-kun studiert hat und dort eine Stufe über ihm war. Sie arbeitet für einen Geschäftspartner, ist ein Freigeist und liebt es, zu Trinken.
Dōki-kun (同期くん)
Dōki-chans und Kōhai-chan Arbeitskollege. Er hegt romantische Gefühle für Dōki-chan.

## Medien

### Manga
Yomu startete im September 2019 mit der Veröffentlichung von Ganbare Dōki-chan auf seinem Twitter- und Pixiv-Kanal. Die Zeichnungen wurden in Mangakapitel zusammengelegt, die er im Selbstverlag veröffentlichte. Bis November des Jahres 2021 erschienen fünf Bände des Dōjinshi im Tankōbon-Format.

### Web-Anime
Die Produktion einer Umsetzung als Web-Anime wurde am 14. August des Jahres 2021 angekündigt. Der Web-Anime deckt die ersten drei Bände des Dōjinshi ab, die bis zum Zeitpunkt der Ausstrahlung der ersten Episode in Umlauf gebracht wurden. Kazuomi Koga, welcher bereits bei der Produktion der Anime-Fernsehserie Rental Girlfriend als Regisseur diente, übernahm die Regie des Web-Anime, der im Studio AtelierPontdarc entstand. Yoshiko Nakamura steuert das Drehbuch bei, Yuki Morikawa, die unter anderem an der Anime-Produktion von Märchen Mädchen beteiligt war, entwirft das Charakterdesign.
Nene Hieda, die im Web-Anime Dōki-chan spricht, singt mit dem Stück Lady Go das Titellied zur Serie. Eine Blu-ray, die neben den zwölf Episoden eine zusätzliche, bisher unveröffentlichte Folge enthält, erschien am 13. Dezember 2021.
Die erste Episode wurde am 20. September 2021 auf der Plattform Abema veröffentlicht. Crunchyroll sicherte sich die Rechte an einer Simulcast-Ausstrahlung außerhalb Asiens, während Muse Communications den Web-Anime im süd- und südostasiatischen Raum zeigt. In der Volksrepublik China wird der Web-Anime auf der Videoplattform Bilibili gezeigt.

#### Synchronisation
| Rolle      | japanischer Sprecher (Seiyū) |
| ---------- | ---------------------------- |
| Dōki-chan  | Nene Hieda                   |
| Kōhai-chan | Sumire Uesaka                |
| Senpai-san | Asami Seto                   |
| Dōki-kun   | Jun’ya Enoki                 |